# Attenuata
Attenuata là một monospecific chi của ốc biển cỡ nhỏ, là động vật thân mềm chân bụng sống ở biển trong họ Lironobidae.

## Các loài
Các loài thuộc chi Attenuata bao gồm:
- †Attenuata admiranda Richardson, 1997
- Attenuata affinis (Powell, 1940)
- Attenuata archensis (May, 1913)
- Attenuata bollonsi (Powell, 1930)
- †Attenuata charassa (Finlay, 1924)
- Attenuata cochlearella (Powell, 1937)
- Attenuata contigua (Powell, 1940)
- †Attenuata eocenica Maxwell, 1992
- Attenuata finlayi (Powell, 1930)
- Attenuata hinemoa (C. A. Fleming, 1948)
- †Attenuata inflata (Laws, 1939)
- Attenuata integella (Hedley, 1904)
- Attenuata lockyeri (Hedley, 1911)
- Attenuata manawatawhia (Powell, 1937)
- Attenuata merelina (Dell, 1956)
- Attenuata orientalis (Dell, 1956)
- †Attenuata polyvincta (Finlay, 1924)
- Attenuata praetornatilis (Hedley, 1912)
- Attenuata regis (Powell, 1940)
- Attenuata schoutanica (May, 1913)
- Attenuata wilsonensis (Gatliff & Gabriel, 1913)

## Phân bố
Các loài thuộc chi này thường tìm thấy ở New South Wales, Úc.

## Mô tả
Kích thước vỏ của chúng có thể đạt đến 4,8mm